# مردم دونگان
دونگان (Dungan , Xuejzw، [xwɛitsu]، شیاو جینگ: خُوِزُو‎؛ simplified Chinese , [tʊ́ŋkán tsǔ]، شیاو جینگ: دْوقًازُو‎؛ روسی: Дунгане، Dungane ; قرقیزی: Дуңгандар، Duŋgandar، دۇڭعاندار؛ قزاقی: Дүңгендер، Dúńgender، دۇڭگەندەر) اصطلاحی است که در سرزمین‌های اتحاد جماهیر شوروی سابق برای استفاده از گروهی از مسلمانان با منشأ هوئی به کار می‌رود. مردمان ترک‌زبان در استان سین کیانگ در شمال غربی چین نیز گاهی اوقات از مسلمانان هوئی به عنوان دونگان یاد می‌کنند. در هر دو کشور چین و جمهوری‌های شوروی سابق که در آن سکونت دارند، اعضای این گروه قومی خود را «هوئی» می‌نامند، زیرا دونگان‌ها نوادگان هوئی هستند که به آسیای میانه آمدند.
در سرشماری‌های کشورهای مستقل فعلی اتحاد جماهیر شوروی سابق، دونقانی‌ها که به‌طور جداگانه از چینی‌ها شمارش شده‌اند، می‌توانند در قزاقستان (براساس سرشماری سال ۱۹۹۹، ۳۶٫۹۰۰)، قرقیزستان (طبق سرشماری سال ۲۰۰۹، ۵۸۴۰۹) و روسیه (۸۰۱ طبق سرشماری سال 2002).

## تاریخ

### مهاجرت از چین

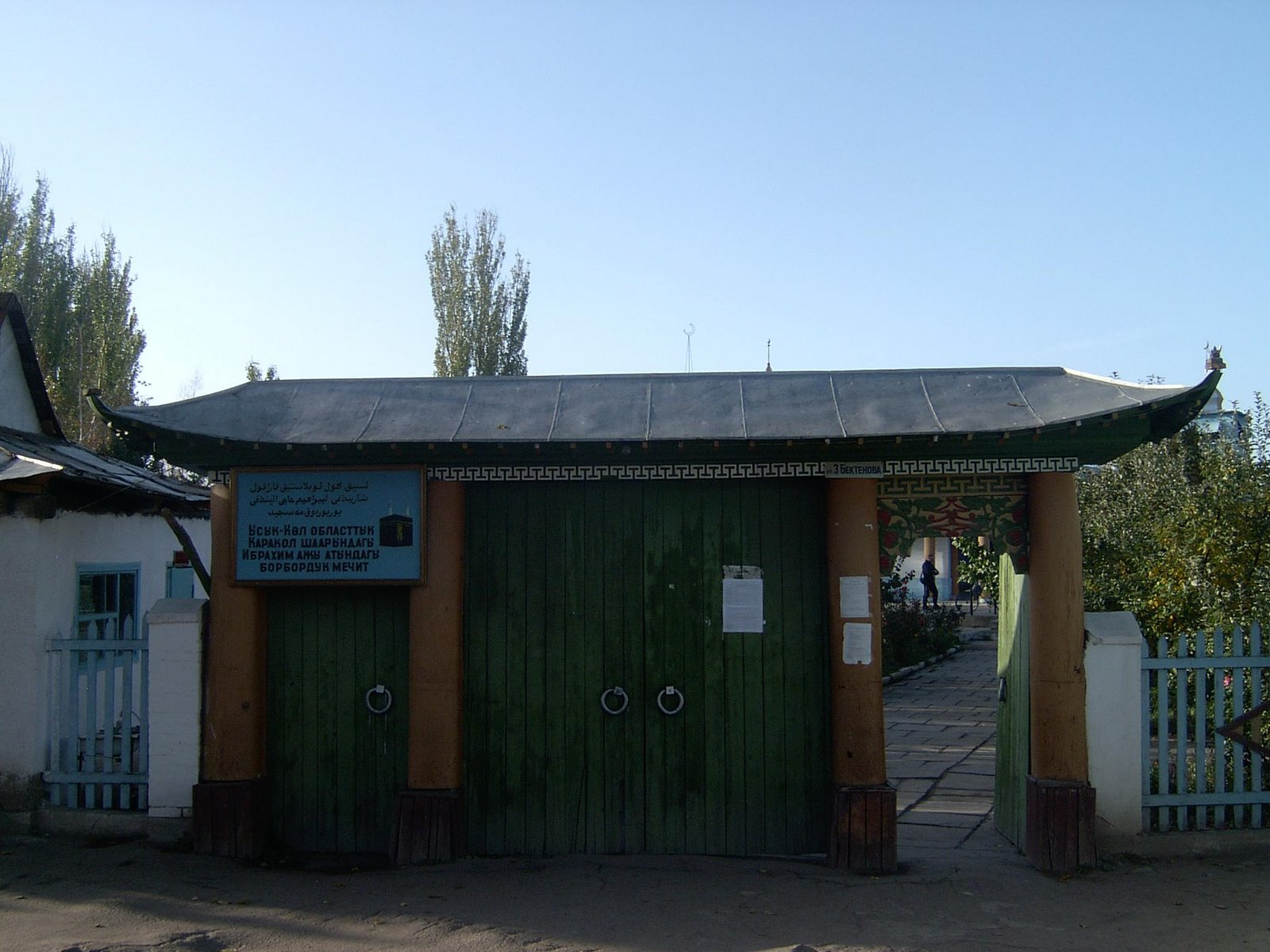
دروازه مسجد دونگان در کاراکول، قرقیزستان. متن فوقانی بر روی علامت، یک ضرب‌المثل اویغوری تا حدی از نام مسجد قرقیز به الفبای عربی اویغور است: Isiq-köl oblasttiq Qaraqol sharindaghi ابراهیم حاجی atindaghi borborduq mäsjid. متن پایین به زبان قرقیز قرقیز است: Ysyk-Köl oblasttyk Karakol shaaryndagy Ibrakhim Ajy atyndagy borborduk mechit Mos مسجد مرکزی به نام ابراهیم حججی در شهر کاراکول، منطقه یسیک-کول.

اولین دونقان‌هایی که در دره فرغانه در آسیای میانه پدیدار شدند از کلداجه و کاشغر، به عنوان برده بودند. آن‌ها بیشتر در خانه‌های ثروتمندان خدمت می‌کردند. پس از آنکه روس‌ها در اواخر قرن نوزدهم آسیای میانه را اشغال کردند و برده‌داری ممنوع شد، بیشتر برده‌های زن دونقان در جایی که اسیر شده بودند باقی مانده بودند. ولادمیر پتروویچ نالیوینک نگارشناس روسی می‌گوید: «زنان برده تقریباً همه در جای خود باقی مانده بودند، زیرا آنها یا با کارگران و خدمتگزاران صاحبان سابق خود ازدواج کرده بودند یا برای شروع یک زندگی مستقل بسیار جوان بودند». زنان برده دونقان از وضعیت کمتری برخوردار بودند و در بخارا مورد توجه قرار نمی‌گرفتند.
برده داران مسلمان ترک، از خوخند بین هوی مسلم و هان چینی‌ها تمایزی قائل نبودند و مسلمانان هوی را به دلیل نقض قوانین اسلامی به بردگی گرفتند.

### نام
در امپراتوری روسیه، اتحاد جماهیر شوروی و کشورهای پس از اتحاد جماهیر شوروی، دونقان‌ها همچنان از خود به عنوان مردم هوی یاد می‌کنند (Chinese , Huízú؛ در املای سونریک شوروی Dungan , xуэйзў).
نام دونقان منشأ مبهم است. یک نظریه محبوب مشتق شده این کلمه از ترک döñän ("کسی است که تبدیل شده")، که می‌تواند به چینی در مقایسه 回 (هوی)، که دارای یک معنی مشابه است. تئوری دیگر آن را از چینی Dong 甘 (دونگ گان)، "شرقی گانسو "، منطقه ای است که بسیاری از دونقان‌ها می‌توانند ریشه خود را ردیابی کنند، استخراج می‌کند. با این حال شخصیت gan (干) استفاده شده به نام گروه قومی با آنچه در نام استان استفاده می‌شود متفاوت است.

## زبان
زبان دونقانی که مردم دونقان آن را «زبان هوی» می‌نامند (Хуэйзў йүян یا Huejzw jyian)، شبیه به گویش ژونگیوان از چینی ماندارین است، که در جنوب گانسو و غرب گوانژونگ در شانشی چین واقع شده‌است. .